# Centrul Bisericesc Român Ortodox München
Centrul Bisericesc Român Ortodox din München (prescurtat CBROM) este sediul episcopului-vicar al Arhiepiscopiei Germaniei, Austriei și Luxemburgului. Arhiepiscopia este parte constitutivă a Mitropoliei Germaniei, Europei Centrale și de Nord, cu sediul la Nürnberg, Mitropolie aflată în jurisdicția Bisericii Ortodoxe Române (Patriarhia Română). Detalii referitoare la statut și organizare se pot găsi pe site-ul oficial al bisericii.
Motivul stabilirii sediului episcopului-vicar Sofian Brașoveanul (Sofian Pătrunjel) în orașul München în decembrie 2004 a fost o pastorație eficientă și o reprezentare demnă a comunității românești ortodoxe din acest oraș. Capitală a Landului Bavarez, Münchenul este și orașul cu cea mai mare comunitate românească din Germania (aprox. 20.000). Parte a acestei acțiuni este și demersul, susținut de credincioșii din München, de a construi o mănăstire-reședință episcopală. Proiectul cuprinde o biserică, având ca model Biserica Domnească din Curtea de Argeș și două clădiri care vor adăposti sediul episcopal, chiliile pentru slujitorii acestuia,o capelă dar și spații destinate activităților culturale și sociale care se derulează în cadrul comunității, având hramul „Înălțarea Sfintei Cruci” și „Sfântul Calinic de la Cernica”.

## Legături externe
- Site-ul oficial